# Fransje Killaars
Fransje Killaars (1959, Maastricht) is een Nederlands beeldend kunstenaar die voornamelijk werkt met textiel.

## Levensloop
Fransje Killaars werd geboren in 1959 in Maastricht. Ze leeft en werkt in Amsterdam en Almere. Van 1979 tot 1984 studeerde ze aan de Rijksakademie van beeldende kunsten in Amsterdam. Haar vader was beeldhouwer Piet Killaars.
Van 1984 tot 1994 was Killaars een van de assistenten van kunstenaar Sol LeWitt. Doorheen de jaren werkte ze ook als (gast)docent aan verschillende kunstopleidingen, bijvoorbeeld aan de Academie Minerva in Groningen (1997-1998), Sint-Lucas in Gent (2006), Gerrit Rietveld Academie in Amsterdam (2006 en vanaf 2018), KABK in Den Haag (2009-2012), Sandberg Instituut in Amsterdam (2009-2012) en HKU in Utrecht (2013-2014).

## Werk

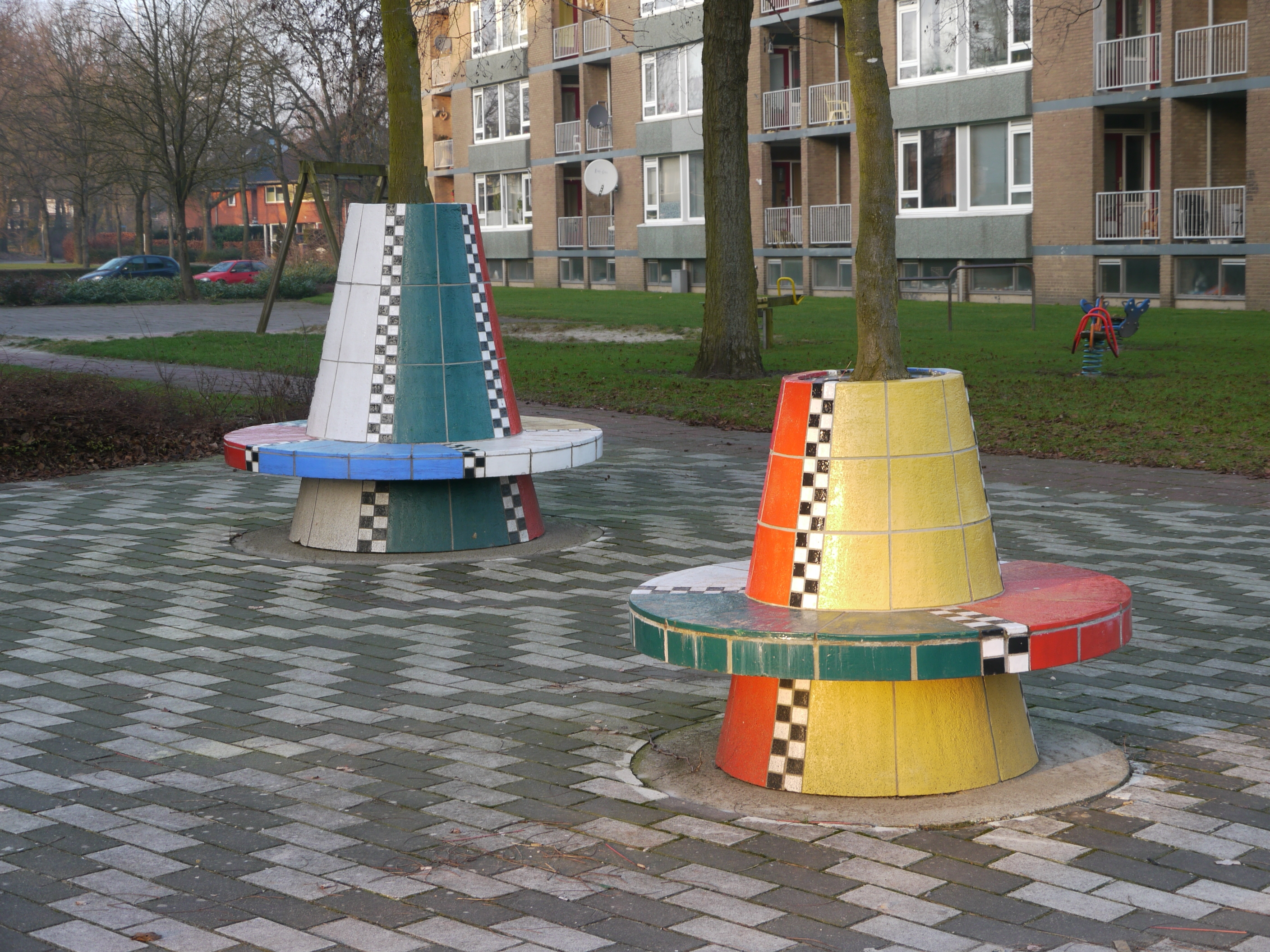
Twee kegelvormige zitbanken, Apeldoorn, 1999

Killaars maakt textielwerken en installaties. Ze werkt met felle kleuren, verschillende soorten stoffen en uiteenlopende motieven. Ze speelt met gekende vormen van textiel uit het dagelijkste leven: dekens, kamerschermen, gordijnen en tapijten. Haar werken bestaan vaak uit herhalingen van deze voorwerpen. Door hun textuur, kleur en herkenbaarheid lokken haar werken aanraking uit. Tegelijkertijd schermen ze vaak iets af: het textiel verhult vaak een vorm die onzichtbaar is. Killaars speelt met tegenstrijdigheden. Toenadering en intimiteit worden afgezet tegen afstand, bescherming en verborgenheid; handgemaakte materialen versus massaproductie; speelsheid in patronen versus een rigide presentatievorm.

## Tentoonstellingen en collecties
Killaars maakt werk voor tentoonstellingen en in opdracht. Haar werk maakt deel uit van verschillende privé en openbare collecties in Nederland, bijvoorbeeld van Stedelijk Museum Amsterdam, Kunstmuseum Den Haag, Bonnefanten Maastricht, Centraal Museum Utrecht, Museum van Bommel van Dam Venlo en Vleeshal Middelburg.
- Library of Congress Control Number: nr2001008786
- PIC: 263590
- RKD-Nederlands Instituut voor Kunstgeschiedenis: 44343
- Système universitaire de documentation: 167913093
- Union List of Artist Names: 500348728
- Virtual International Authority File: 117405446